# Gallaudet PW-4
El Gallaudet PW-4 fue un prototipo de avión de caza biplano estadounidense construido por la Gallaudet Aircraft Company en los años 20 del siglo XX. 

## Diseño y desarrollo
Fueron ordenados tres prototipos por el USAAS el 21 de junio de 1921, pero la compañía solo pudo hacerse cargo de construir uno, que nunca voló.
Era totalmente metálico, las alas (que tenían soportes en "I") usaban el perfil Gallaudet T-12, con largueros de acero al cromo-vanadio recubiertos de láminas de duraluminio, y el fuselaje estaba formado por una estructura de elementos prensados también recubiertos por láminas de duraluminio. Este tipo de construcción era totalmente innovadora y no había sido probada. Propulsado por un motor Packard 1A-1237 de 260 kW (350 hp), el prototipo fue entregado en octubre de 1922 en McCook Field, donde se realizaron pruebas estáticas y de rodaje, con la matrícula AS64385. Se encontraron serios problemas de diseño, por lo que no se realizaron pruebas de vuelo. Los otros dos aviones (matrículas 64386/64387) fueron cancelados el 17 de noviembre de 1922.
Fue uno de los últimos proyectos de la compañía antes de que fuera absorbida por Consolidated Aircraft. 

## Operadores
Estados Unidos
- Servicio Aéreo del Ejército de los Estados Unidos

## Especificaciones
Referencia datos: Angelucci, 1987. pp. 202-203.

### Características generales
- Tripulación: Uno (piloto)
- Longitud: 6,9 m (22,6 ft)
- Envergadura: 9,1 m (29,8 ft)
- Altura: 2,4 m (8 ft)
- Superficie alar: 22,8 m² (245 ft²)
- Peso vacío: 999 kg (2201,8 lb)
- Peso cargado: 1379 kg (3039,3 lb)
- Planta motriz: 1× motor lineal V-12 refrigerado por agua Packard 1A-1237.
  - Potencia: 260 kW (358 HP; 354 CV)

### Rendimiento
- Velocidad máxima operativa (Vno): 233 km/h (145 MPH; 126 kt) estimada

## Aeronaves relacionadas

### Secuencias de designación
- Secuencia PW-_ (Aviones de Caza (Persecución, refrigerado por Agua) del USAAS, 1919-24): PW-1 - PW-2 - PW-3 - PW-4 - PW-5 - PW-6 - PW-7 →